# Voissant
Voissant település Franciaországban, Isère megyében. Lakosainak száma 236 fő (2022. január 1.). Voissant Saint-Albin-de-Vaulserre, Merlas, Miribel-les-Échelles, Saint-Bueil és Saint-Béron községekkel határos.

## Népesség
A település népessége az elmúlt években az alábbi módon változott:
| Lakosok száma | 218  | 165  | 204  | 215  | 216  | 218  | 226  | 234  | 238  | 236  |
|               | 1968 | 1982 | 1990 | 2006 | 2013 | 2015 | 2017 | 2019 | 2020 | 2022 |